# Mosquée El Habibi

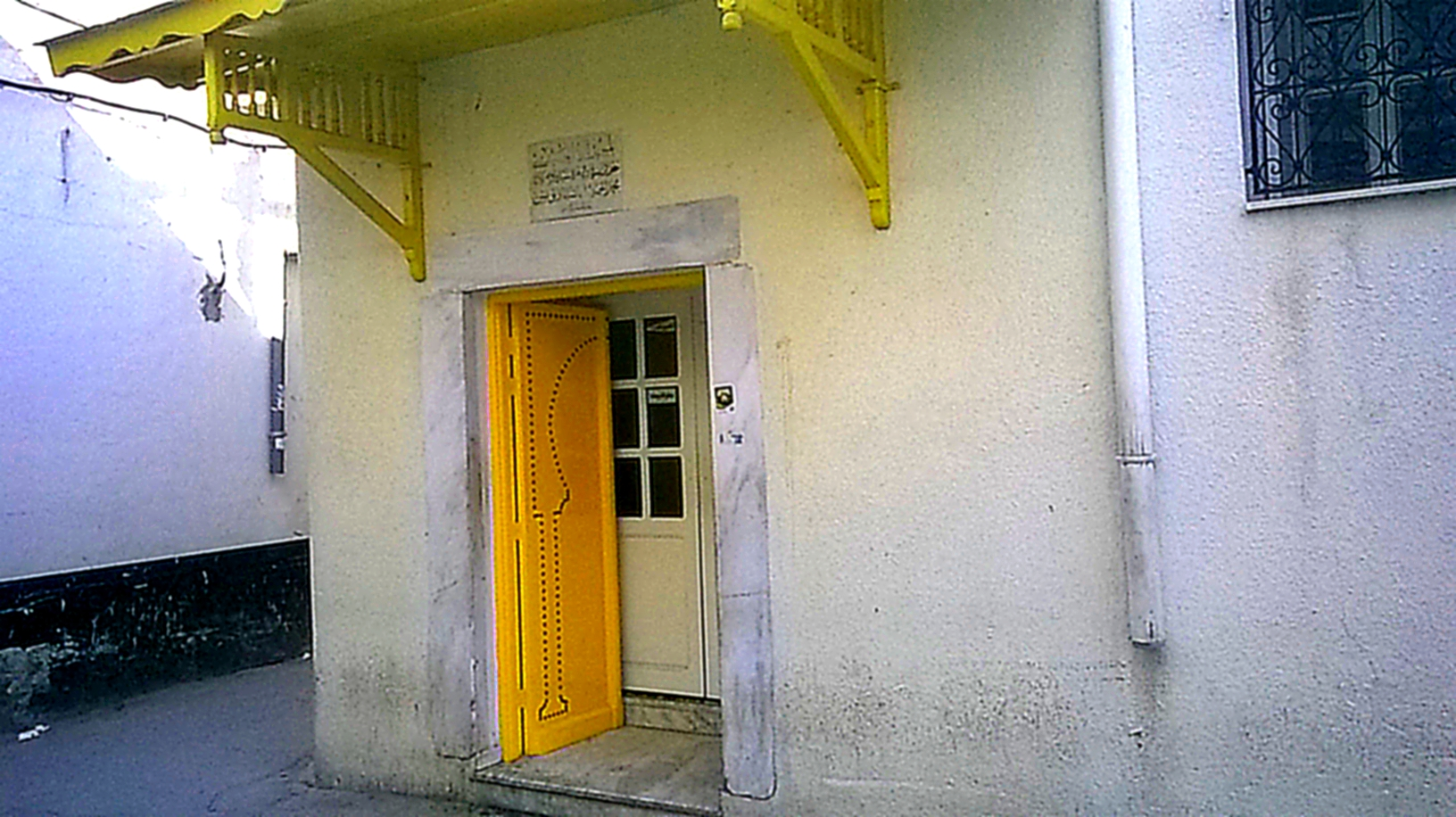
Façade de la mosquée El Habibi

La mosquée El Habibi (arabe : المسجد الحبيبي), également connue sous le nom de mosquée Bou Dhebena (arabe : مسجد بوذبانة), est une mosquée tunisienne située au centre de la médina de Tunis.

## Localisation

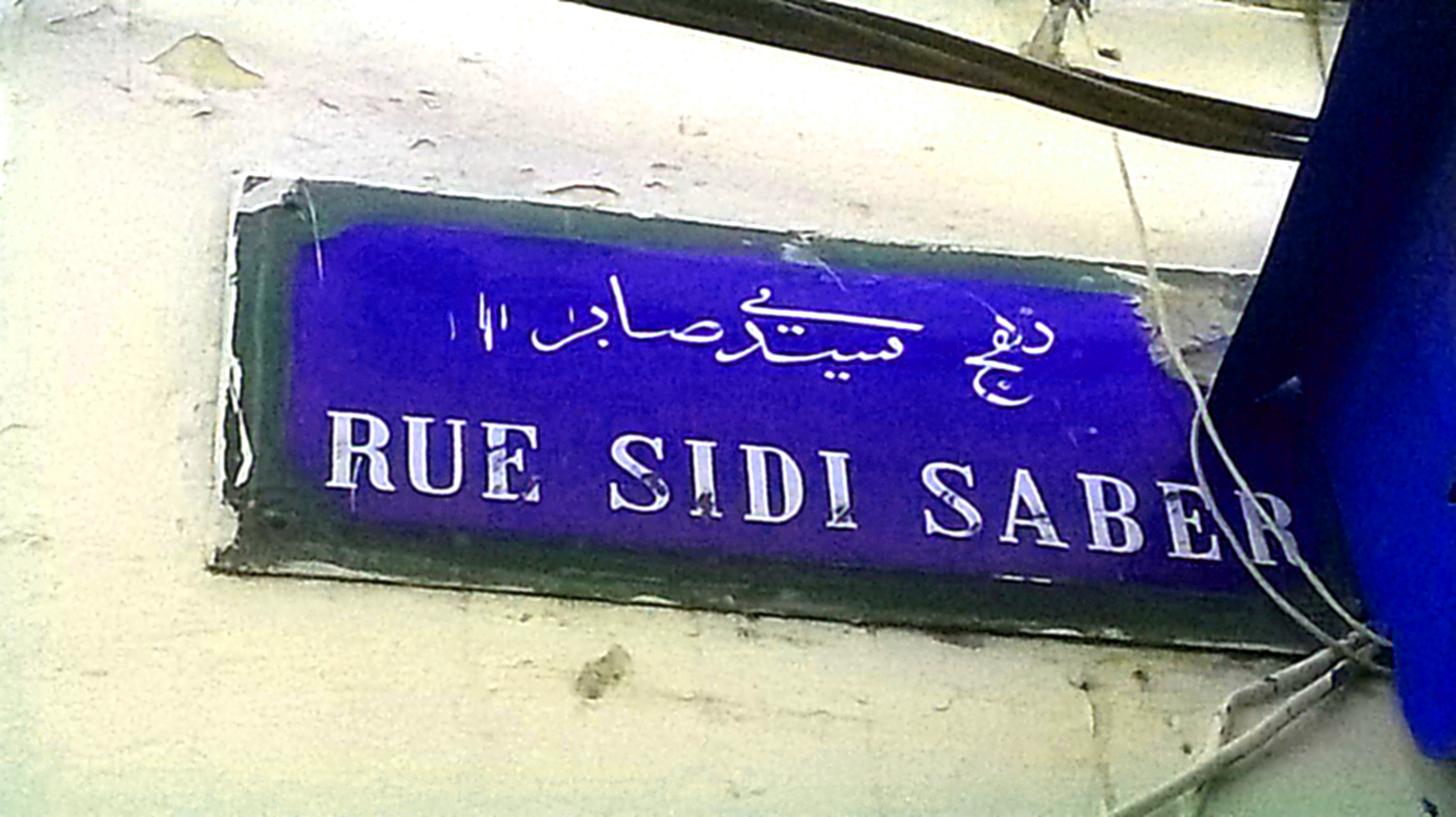
Plaque métallique indiquant la rue Sidi Saber

Elle se trouve au numéro 14 de la rue Sidi Saber.

## Étymologie
Elle tire son nom de Habib Bey (arabe : محمد الحبيب باي), bey de Tunis de la dynastie des Husseinites de 1922 à sa mort.

## Histoire
Elle est construite en 1926, ou 1345 de l'hégire comme indiqué sur la plaque commémorative.

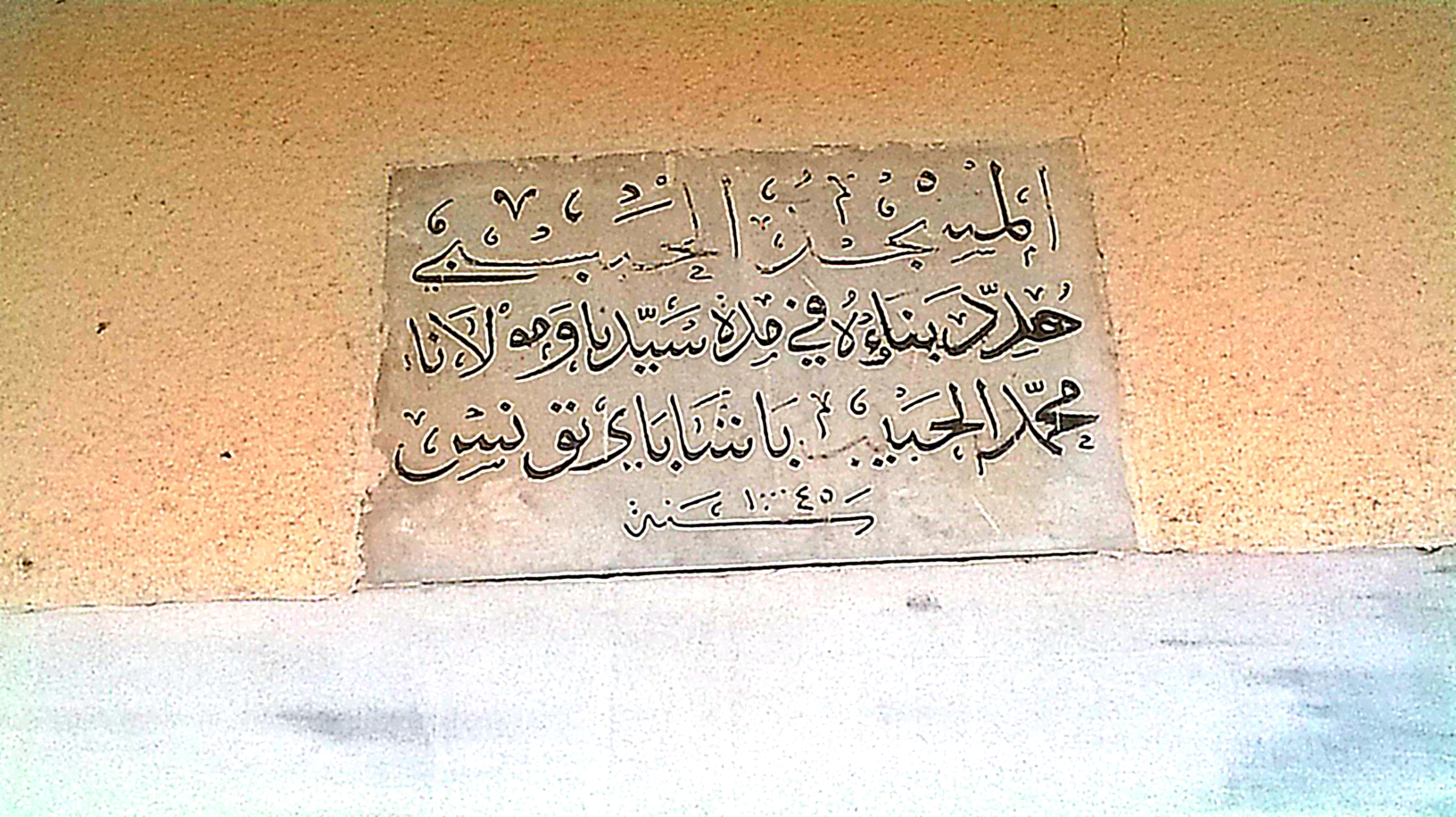
Plaque commémorative de la mosquée
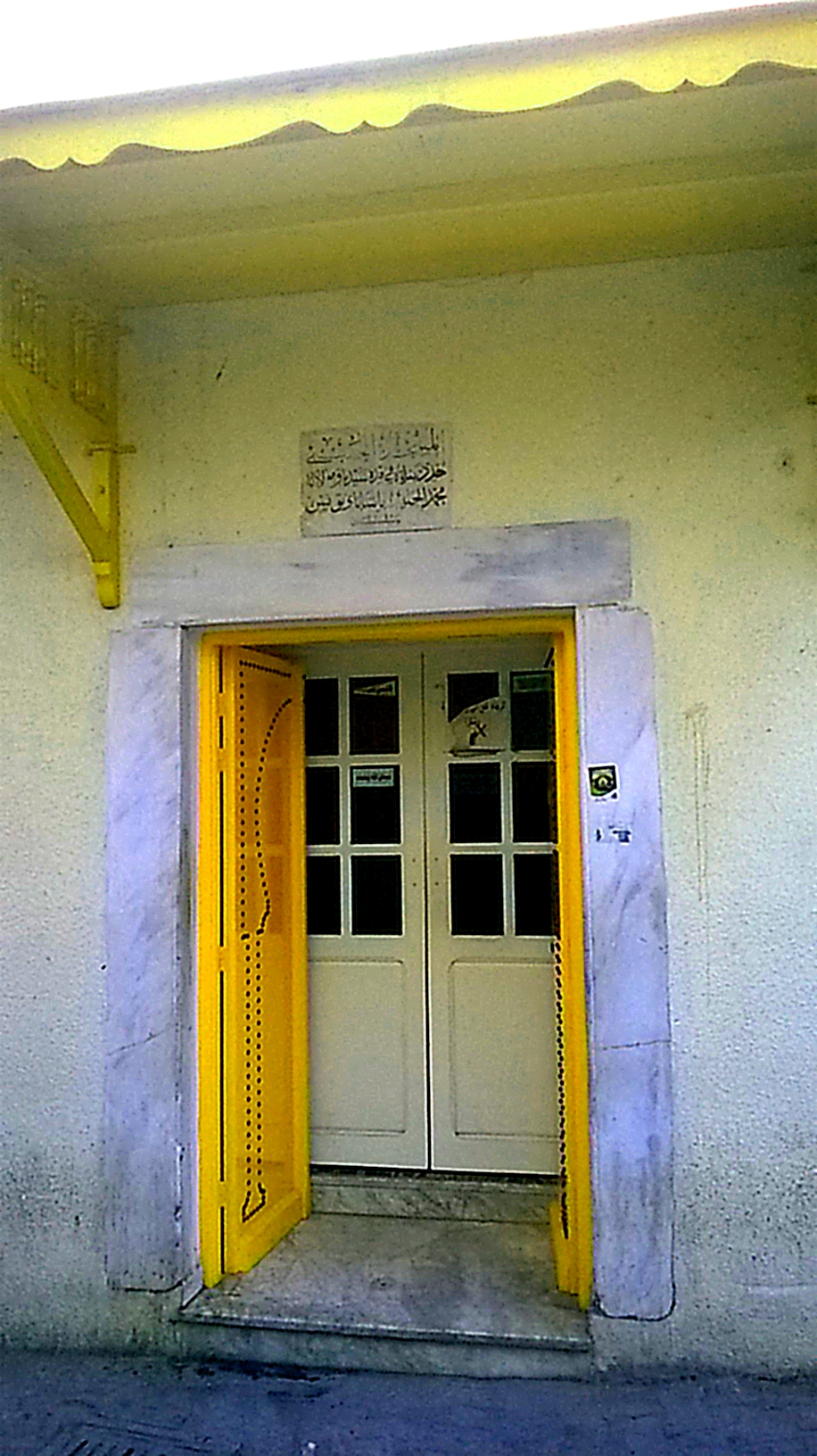
Porte d'entrée